# Alfredo Sandulli Mercuro
Alfredo Sandulli Mercuro talvolta "Santulli" (Napoli, 11 gennaio 1919 – Cefalonia, 24 settembre 1943) è stato un militare italiano.

## Biografia
Ex-allievo della Scuola Militare Nunziatella di Napoli, frequentò l'Accademia militare di Modena, al termine della quale fu nominato sottotenente dei Carabinieri il 1º novembre 1938.
Dopo un ulteriore periodo di perfezionamento presso la Scuola d'Applicazione di Firenze, fu assegnato alla tenenza di Udine in qualità di comandante. Nel luglio 1941 fece domanda di trasferimento presso il Primo Battaglione Carabinieri Paracadutisti Mobilitato, e con questo reparto combatté in Africa Settentrionale fino al marzo 1942.
Al termine di questo periodo, il Battaglione ritornò in Italia e fu sciolto, ed il sottotenente Sandulli Mercuro fu trasferito per poco più di due mesi alla tenenza di Prato. Nel maggio 1942 fu infatti nuovamente assegnato ad un reparto da combattimento, la 27ª Sezione Mista Carabinieri, aggregata alla 33ª Divisione Acqui di stanza in Grecia.
Sul fronte greco ricevette la promozione a tenente il 1º agosto 1942, e si trovava nell'isola di Cefalonia nel momento della dichiarazione dell'armistizio di Cassibile l'8 settembre 1943. Oltre alla 27ª sezione, erano in quel momento presenti a Cefalonia la 2ª Compagnia del VII Battaglione Carabinieri Mobilitato, comandata dal capitano Giovanni Maria Gasco, ed il Nucleo Carabinieri addetto al Comando della Divisione.
Alla dichiarazione dell'armistizio seguì la richiesta da parte dei tedeschi di cedere le armi, seccamente rifiutata dal comando della divisione Acqui. Di conseguenza, si accesero immediatamente cruenti combattimenti su tutta l'isola per la durata di otto giorni.
Nel corso dei combattimenti, il tenente Sandulli Mercuro si distinse per valore, conducendo i propri carabinieri della 27ª Sezione alla riconquista e difesa per 13 giorni di un caposaldo nemico, con scontri anche all'arma bianca.
Nonostante il valore, la divisione Acqui ed i Carabinieri che la sostenevano fu alla fine costretta ad arrendersi. Alla resa seguirono fucilazioni di massa di buona parte degli ufficiali e di molti uomini nell'ambito del cosiddetto eccidio di Cefalonia.
Secondo la testimonianza del sottotenente Giovanni Parissone, uno dei pochi superstiti delle cosiddette fucilazioni della "casa rossa": “Tra i primi, gli ammirevoli ufficiali dell'Arma, Il capitano Giovanni Maria Gasco, il tenente Alfredo Sandulli e il sottotenente Orazio Petruccelli, tenendosi stretti l'uno all'altro, passano davanti a me, che m'ero appartato con un altro ufficiale, esclamando “Addio ragazzi, arrivederci in Paradiso!”. Riconosco la voce serena del capitano Gasco, che, calmo, controllato come sempre, accompagna i suoi fedeli ufficiali all'olocausto
In riconoscimento del suo eroismo, l'Università di Napoli conferì al tenente Sandulli Mercuro la laurea in giurisprudenza «ad honorem» alla memoria il 1º dicembre 1947.

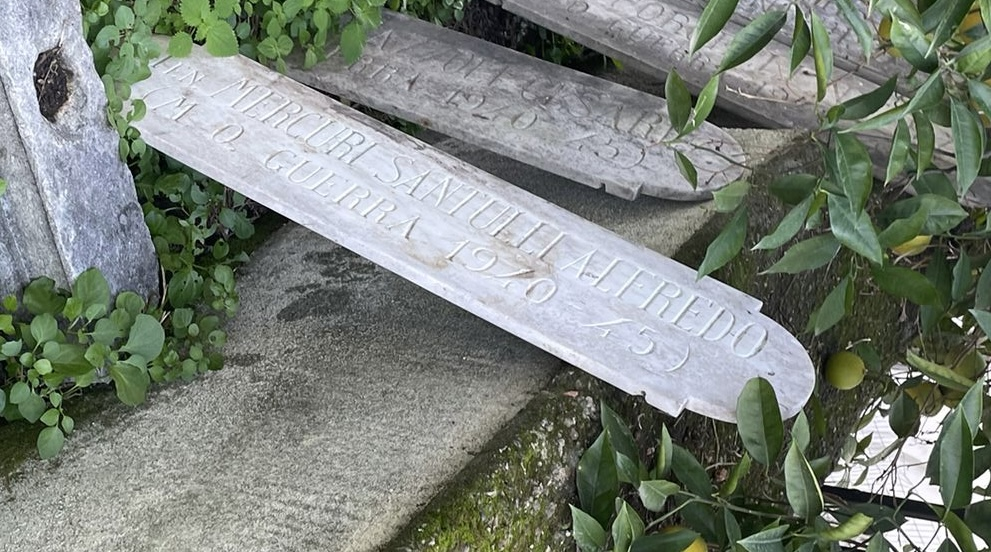
Targa commemorativa del Ten. Santulli, sita in Via Costantinopoli a Napoli.

L'ufficiale è altresì ricordato con due lapidi nella citta di Napoli: una fuori la sua casa di via Luca Giordano 40, e una sita nel giardino della scuola "S. Maria di Costantinopoli", nell'omonima via. Al suo nome è stata inoltre intitolata la caserma del Comando Provinciale Carabinieri di Pisa e, nel 1968, la sezione di Mantova dell'Associazione Nazionale Carabinieri.
L'Arma dei Carabinieri ha intitolato alla MOVM Ten. Alfredo Sandulli Mercuro il 95º Corso Allievi Carabinieri Ausiliari, arruolato tra il 31 gennaio ed il 4 febbraio 1983 con Giuramento il 20 febbraio del medesimo anno, ed il 151º Corso Allievi Carabinieri Ausiliari, arruolato tra il 6 ed il 9 febbraio 1990 con Giuramento il 10 marzo del medesimo anno, presso il II° Battaglione della Scuola Allievi Carabinieri di Benevento di stanza alla Caserma "E.Rebeggiani" di Chieti e presso il I Battaglione allievi carabinieri della scuola allievi di Torino.